# Jianyi (köpinghuvudort i Kina, Liaoning Sheng, lat 40,48, long 122,86)
Jianyi är en köpinghuvudort i Kina. Den ligger i provinsen Liaoning, i den nordöstra delen av landet, omkring 150 kilometer söder om provinshuvudstaden Shenyang. Antalet invånare är 15 334. Befolkningen består av 7 324 kvinnor och 8 010 män. Barn under 15 år utgör 13,0 %, vuxna 15-64 år 74 %, och äldre över 65 år 12,0 %.
Runt Jianyi är det ganska tätbefolkat, med 120 invånare per kvadratkilometer. Närmaste större samhälle är Huangtuling, 9,8 km sydväst om Jianyi. I omgivningarna runt Jianyi växer i huvudsak blandskog.
Genomsnittlig årsnederbörd är 1 033 millimeter. Den regnigaste månaden är juli, med i genomsnitt 314 mm nederbörd, och den torraste är januari, med 8 mm nederbörd.